# Onze Lieve Vrouwe van Lourdes (Heiloo)
De kapel  Onze Lieve Vrouwe van Lourdes  werd tussen 1938 en 1940 gebouwd als kapel voor de Sint-Willibrordusstichting in het Noord-Hollandse dorp Heiloo. De kapel is op 17 oktober 2000 ingeschreven in het rijksmonumentregister.

## Het gebouw
De kapel is direct verbonden met het hoofdgebouw Sint Willibrordus, bestaande uit de linkervleugel Glorieux en de rechtervleugel Aloysius en de kapel, hierdoor zijn de twee gebouwen een geheel en ook in dezelfde stijl gebouwd. Zowel het interieur als het exterieur zijn in vrijwel originele staat bewaard gebleven. In de jaren 50 zijn vier grote gebrandschilderde ramen ontworpen benedictijner monnik A. Beekman en gemaakt door Karel Trautwein aangebracht. De twee noordelijke ramen tonen gebeurtenissen uit het Oude Testament, de twee zuidelijke ramen tonen gebeurtenissen uit het Nieuwe Testament.
De kapel is in het einde van de jaren 30 ontworpen door H.J.W. Thunnissen en J.H. Hendriks in de trant van de Delftse School. In 1940 werd de kapel ingewijd door Mgr. Huibers, toenmalig bisschop van Haarlem. Het gebouw heeft lange tijd de functie van kerkelijk gebouw vervuld.
Na een grondige renovatie en herinrichting is het gebouw in september 2014 heropend, en heeft het de nieuwe naam "de Cultuurkoepel" meegekregen, het doet niet langer dienst als kapel, maar als multifunctioneel centrum.

## Exterieur
Aan de oostzijde van de ronde koepelkerk is de hoofdingang aangebracht. Boven de ondiepe ingangspartij is een zadeldak aangebracht. Voor het zadeldak is een topgevel geplaatst met daarin een gemetselde klokkenstoel. De entree is vormgegeven als een rondboogportaal. Aan de kanten van het portaal staan kwartronde granieten zuilen. Boven de eikenhouten deuren is een halfrond bovenlicht geplaatst. Het bovenlicht is opgedeeld in drie stukken door twee stijlen in de vorm van engelen met bloemenslingers.
Boven het portaal zijn drie rondboogvensters geplaatst. Het middelste venster is hoger dan de twee naastgelegen vensters. Ook aan weerszijden van het portaal zijn twee rondboogvensters aangebracht. Deze vier vensters zijn allen van gelijke hoogte. In de beide zijgevels van het portaal zijn telkens drie rondboogvensters aangebracht. Deze worden afgesloten door een betonnen bakgoot op klossen. Ook de klossen zijn van beton. In de rechterzijgevel zijn de rondboogvensters hoger geplaatst en rechtsonder is nog een klein rondvenster geplaatst. Alle vensters in het portaal zijn voorzien van glas-in-loodramen. In alle vensters is non-figuratief glas-in-lood toegepast.
Boven op de kapel staat een 24-zijdige tamboer. Op de tamboer staat een hoog, eveneens 24-zijdig, koperen tentdak dat bekroond wordt door een halve wereldbol met kruis. De wereldbol en kruis zijn tijdens de bouw van de kapel geplaatst. Het kruis is in de jaren 50 voorzien van een groene verlichting. Deze verlichting was een geschenk van de middenstand t.g.v. het 25-jarig bestaan van het instituut.
Rondom de kapel loopt een gemetselde plint. De plint is, net als bij het hoofdgebouw, gemaakt van gele machinale baksteen. Op de plint zijn

## Interieur
In de kapel stammen een aantal onderdelen nog uit de tijd van de bouw: de hoofd- en zijaltaren zijn nog origineel, net als de kerkbanken. Om ruimte te maken voor een groter hoofdaltaar is het aantal banken later wel aangepast.
Rondom loopt een zuilengalerij bestaande uit twaalf 12 meter hoge kolommen die het dak dragen. Deze kolommen symboliseren de twaalf apostelen. Door deze kolommen is de overspanning van 20 meter mogelijk gemaakt.
Aan de zuidzijde van de kapel bevindt zich de voormalige broederkapel, tegenwoordig is dit de dagkapel. Daar tegenover is de vroegere novicenkapel en de sacristie geplaatst. In het westen bevindt zich het koor, deze is van een halfronde apsis voorzien. voor het koor staat een bronzen hek met daarin christelijke symbolen. In het hek zijn onder andere een fontein, kerk, schip, bijbel en mijter verwerkt. Op de houten handlijst staan een bronzen adelaar en dito duif. De beide kapellen zijn voorzien van rondboogvensters. Op een ander hek staan de symbolen voor de eucharistie, dit hek fungeert eveneens als communiebank.
De rondbogen naast het koor zijn dichtgezet met glazen puien. Deze puien kunnen gedeeltelijk geopend worden zodat vanuit de broeder- en novicenkapellen de mis bijgewoond kan worden. Dit zorgde er ook voor dat eventueel zieke broeders de mis konden volgen: de ziekenzaal grensde aan de westzijde van de kapel. Het balkon aan de oostzijde van de kapel was bestemd voor bezoekers. De balustrades zijn beide van de hand van Biesiot.

### Kunstwerken
In de kapel zijn verschillende kunstwerken aangebracht, hierbij de ramen niet meegeteld, deze zijn door verschillende kunstenaars ontworpen en gemaakt.
Crucifix
Het crucifix achter het hoofdaltaar is ontworpen en gemaakt door Pieter Biesiot. Deze is achter het hoofdaltaar geplaatst.
Altaarbeelden
De altaarbeelden zijn gemaakt door J. Harris en N. Witteman. Ook zijn er beelden van de hand van J. Maris, voorstellende Jozef en Willibrordus. De twee beelden staan aan weerszijden van het koor. Biesiot heeft het Heilig Hartbeeld en een Mariabeeld gemaakt die in de achterwand van het koor zijn geplaatst.
Fresco’s
De fresco’s vormen samen de kruiswegstatie en zijn gemaakt door M. Lau.

## Trivia
Het orgel maakt geen onderdeel uit van het rijksmonument omdat het kwalitatief onvoldoende is om te behouden als rijksmonument. Het is in 2021 overgeplaatst naar de Sint-Anthoniuskerk in Nieuw-Dijk.